# Adachi Kiyoshi
Adachi Kiyoshi (jap. 安達 清; * 30. Juni 1914; Todesdatum unbekannt) war ein japanischer Stabhochspringer.
Bei den Olympischen Spielen 1936 in Berlin wurde er Sechster mit 4,00 m.
Seine persönliche Bestleistung von 4,25 m stellte er am 12. September 1937 in Nishinomiya auf.